# 김지원 (배구 선수)
김지원은 대한민국의 배구 선수이다. 2020-21 V리그 1라운드 1순위(GS칼텍스 서울 KIXX)로 프로에 입단하였다.
2023 구미·도드람컵 프로배구대회(이하 컵대회) 여자부 IBK기업은행과 결승전에서 세트스코어 3대1(26-28, 25-23, 25-13, 25-21)로 승리했다. 경기 후 라이징스타상을 수상하였다.